# Pervaiz Elahi
Pour les articles homonymes, voir Elahi.
Chaudhry Pervaiz Elahi (ourdou : چودہری پرویز الہی), né le 1er novembre 1945 à Gujrat, est un homme politique pakistanais. Membre de la Ligue musulmane du Pakistan (Q), il dispose d'un rôle important dans le parti dont son cousin Chaudhry Shujaat Hussain est le président. Alors que la ligue est au pouvoir, Elahi est ministre en chef de la province du Pendjab de 2002 à 2007 et depuis 2022. 
Entré en politique dans les années 1980 tout comme son cousin, Elahi est élu sept fois député provincial au cours de sa carrière, et deux fois député fédéral. Il occupe successivement les postes de ministre local du Pendjab, président de l'Assemblée provinciale du Pendjab, ministre en chef du Pendjab, ministre fédéral de l'industrie, et enfin vice-Premier ministre. Ancien allié de Nawaz Sharif, il devient ensuite un proche du président Pervez Musharraf puis s'allie avec Imran Khan en 2018.

## Biographie

### Famille et formation
Chaudhry Pervaiz Elahi est né le 1er novembre 1945 à Gujrat au sein d'une famille possédant des importantes industries dans cette région du nord du Pendjab. Son père, Chaudhry Manzoor Elahi, est le frère de Zahoor Elahi, homme politique assassiné en 1981, lui-même père de Chaudhry Shujaat Hussain.
Comme son cousin quelques années après lui, Pervaiz Elahi est diplômé du Forman Christian College University de Lahore en 1967, puis obtient un diplôme en organisation industrielle à Londres. Après avoir terminé ses études, lui et son cousin commencent à gérer l'industrie familiale.

### Carrière politique

#### Débuts et alliance avec Nawaz Sharif
Pervaiz Elahi commence sa carrière politique en 1983, quelques années après son cousin Chaudhry Shujaat Hussain. Lors des élections législatives de 1985, il est élu député de l'Assemblée provinciale du Pendjab, et occupe le poste de ministre du développement rural durant huit années, soit pendant les mandats de ministre en chef de Nawaz Sharif puis de Ghulam Haider Wyne. À la suite de la défaite de son parti, la Ligue musulmane du Pakistan (N), au cours des élections législatives de 1993, il devient le chef de l'opposition dans l'Assemblée provinciale. 
Alors que son parti revient au pouvoir à la suite des élections législatives de 1997, Pervaiz Elahi est élu président de l'Assemblée provinciale du Pendjab, et occupe ce poste jusqu'en 1999, date à laquelle le coup d'État de Pervez Musharraf renverse le gouvernement de Nawaz Sharif. 

#### Soutien à Pervez Musharraf et alliance avec le PPP
Choisissant de finalement soutenir le nouveau président Musharraf, Pervaiz Elahi rejoint la Ligue musulmane du Pakistan (Q), nouvelle formation ayant fait scission du parti soutenant Nawaz Sharif. C'est sous cette étiquette qu'il se présente aux élections législatives de 2002, puis est élu pour la sixième fois consécutive député provincial du Pendjab, et devient ensuite ministre en chef de la province. Dirigeant le gouvernement local jusqu’à la fin de son mandat en novembre 2007, son bilan a été salué, notamment en matière d'éducation. Durant cette période, il devient un proche du président Musharraf ainsi que l'un de ses plus importants conseillers.
Pervaiz Elahi est élu pour la première fois député à l'Assemblée nationale durant les élections législatives de 2008, remportant 38,97 % des voix face à quatre autres candidats dans la deuxième circonscription d'Attock. Son parti subissant dans le même temps une défaite, il est élu Chef de l'opposition à l'Assemblée nationale du Pakistan le 25 mars 2008. Cela dit, il perd son poste le 17 septembre 2008 quand Nisar Ali Khan est élu à sa place alors que la Ligue musulmane du Pakistan (N) quitte la coalition gouvernementale pour devenir le principal parti d'opposition.
En mai 2011, alors que son parti rejoint la coalition gouvernementale menée par le Parti du peuple pakistanais, Chaudhry Pervaiz Elahi devient ministre de la production défensive et ministre de l'industrie dans le gouvernement fédéral en mai 2011, puis est élevé au rang de vice-Premier ministre en juin 2012, une position essentiellement honorifique ne comportant pas de pouvoirs supplémentaires,.

#### Isolement puis alliance avec le PTI

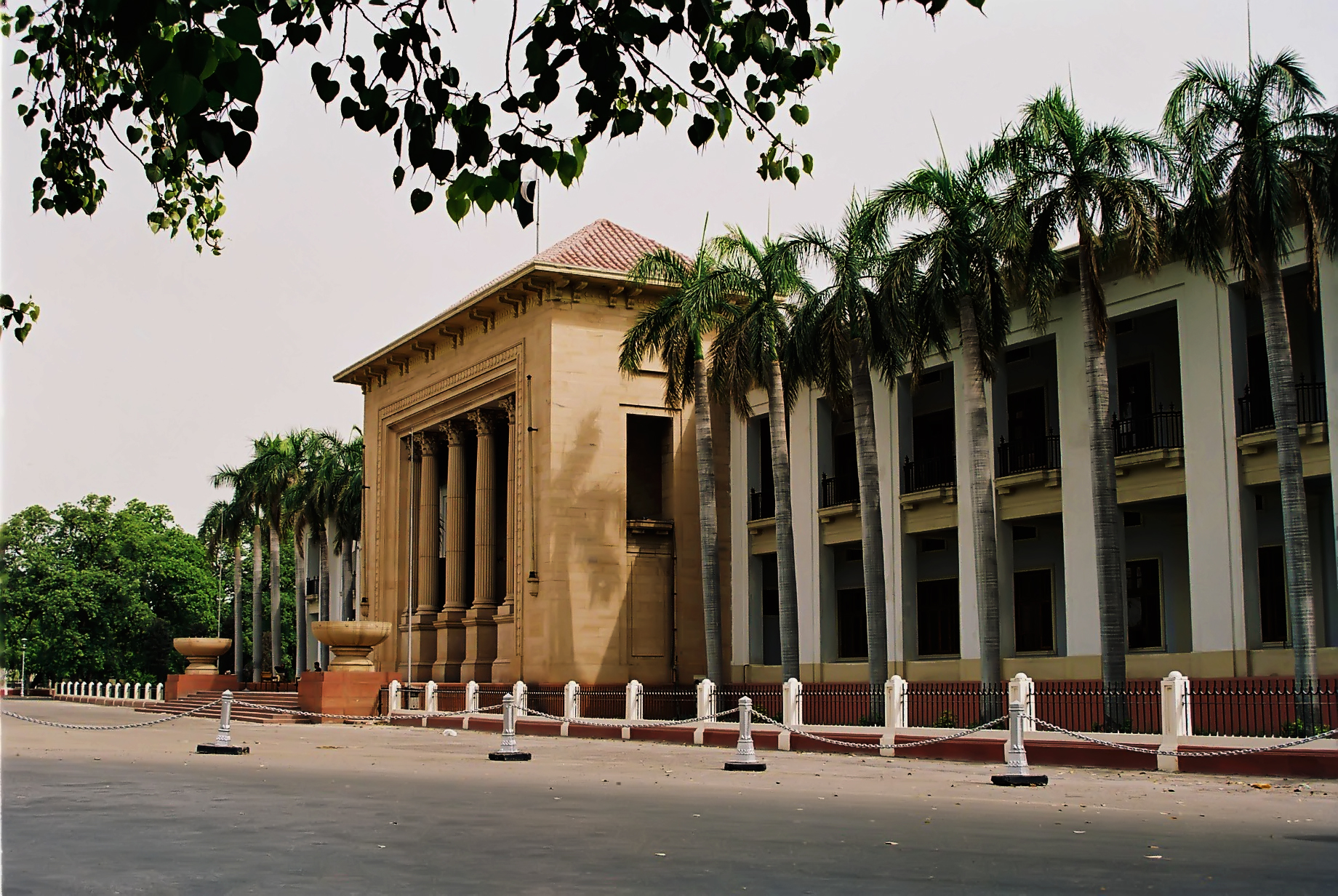
L'Assemblée provinciale du Pendjab.

Lors des élections législatives de 2013, son parti subit une large défaite et est largement marginalisé, ne remportant que deux sièges à l'Assemblée nationale, dont Pervaiz Elahi lui-même, élu dans la deuxième circonscription de Gujrat avec environ 39 % des voix, battant son principal rival de la Ligue musulmane du Pakistan (N). En 2018, il s'allie avec Imran Khan et profite donc du soutien du Mouvement du Pakistan pour la justice (PTI), qui se retire en sa faveur. Il est ainsi largement réélu lors des législatives de 2018 avec près de 59 % des voix dans la même circonscription. Il remporte également une autre circonscription fédérale à Chakwal ainsi qu'une circonscription à l'Assemblée provinciale du Pendjab.
Pervaiz Elahi choisit d'abandonner ses deux sièges fédéraux pour conserver son siège provincial. Le 16 août 2018, il est élu président de l'Assemblée provinciale du Pendjab avec 201 voix sur 349, alors que le soutien de son parti est décisif pour permettre au PTI de prendre le contrôle du gouvernement local.
À la suite d'un conflit politique qui l'oppose à Hamza Shehbaz Sharif, de la Ligue musulmane, élu à la tête du gouvernement local en avril puis invalidé par deux fois par la Cour suprême du Pakistan, Elahi devient ministre en chef du Pendjab le 27 juillet 2022.
Après la chute d'Imran Khan, il est emprisonné à la prison d'Adiala.